# Botanická zahrada hl. m. Prahy

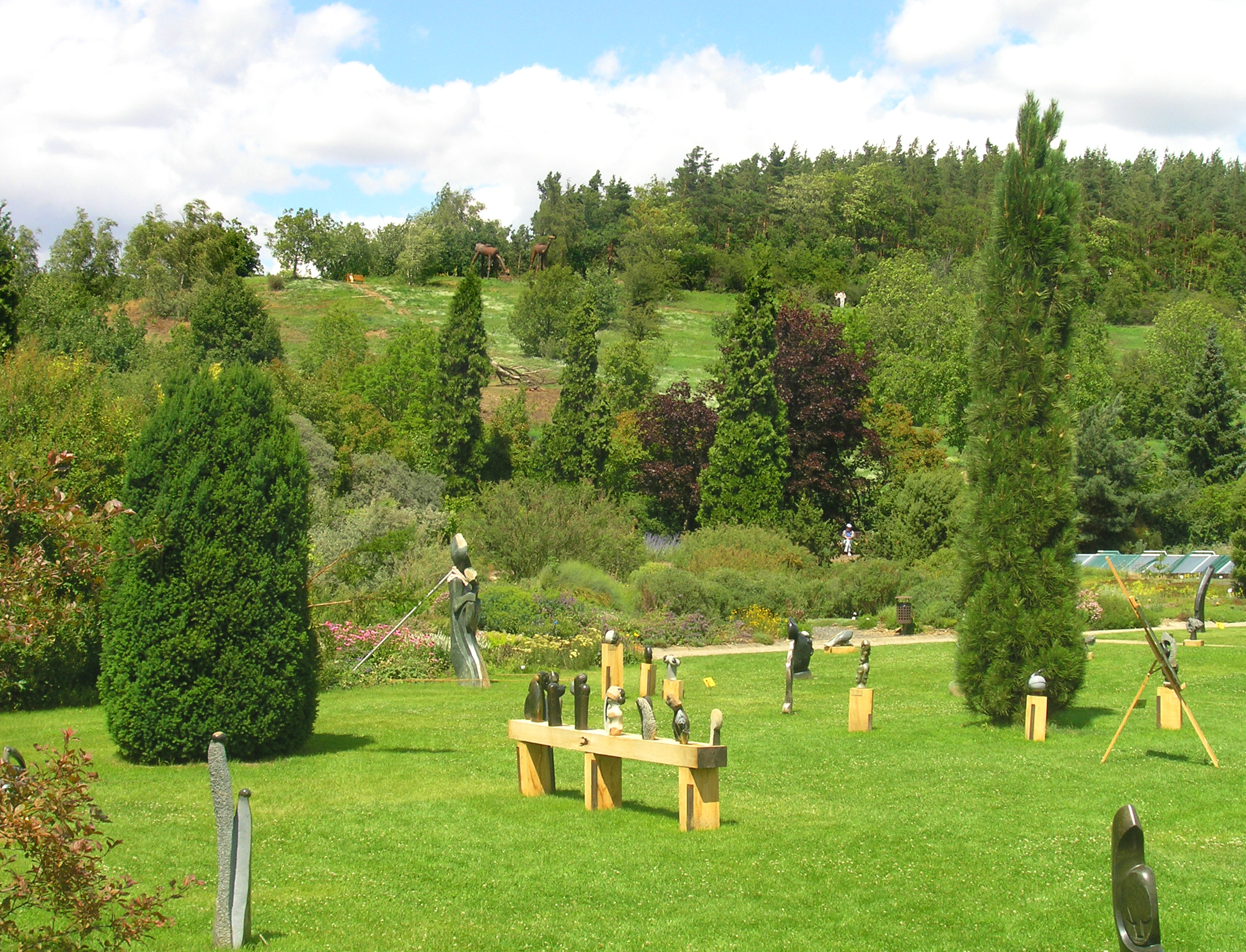
Ornamentální zahrada

Botanická zahrada hl. m. Prahy (původně Pražská botanická zahrada) je botanická zahrada v Praze-Troji. Její nejznámější částí je skleník Fata Morgana, ale k zahradě patří také venkovní expozice včetně vinice sv. Kláry s kapličkou. Název zahrady je rovněž názvem městské organizace, která ji spravuje.
K zahradě patří celková plocha asi 52 hektarů (podle jiného zdroje 46,7 ha), z toho oplocená část tvořila 27 ha, od ledna 2011 bylo oploceno dalších 17 hektarů. Ředitelem Botanické zahrady je Bohumil Černý.

## Historie
Městská botanická zahrada nebyla první botanickou zahradou založenou v Praze. Univerzitní botanická zahrada byla v Praze již před vznikem městské botanické zahrady, od roku 1775; původně na Smíchově, po roce 1890 pak byla přesunuta do prostoru dnešní Botanické zahrady Přírodovědecké fakulty Univerzity Karlovy v Praze na Novém Městě v ulici Na Slupi.
O zřízení zoologické i botanické zahrady v Troji se jednalo brzy poté, co velkostatkář Alois Svoboda věnoval 7. října 1922 československému státu rozsáhlé pozemky (o rozloze 82 ha, včetně Trojského zámku) ke vzdělávacím účelům. Počátky snah o vybudování městské botanické zahrady spadají do období 30. let 20. století, kdy začalo být jasné, že stísněné prostory univerzitní zahrady Na Slupi nebudou brzy vyhovovat. K realizaci těchto plánů však došlo až v polovině 60. let, kdy byla v roce 1966 zřízena Pražská botanická zahrada jako osvětově naučné zařízení pro krátkodobou rekreaci obyvatel Prahy.
Podle původního záměru měla zahrada zaujímat v Troji plochu 130 hektarů. K tomu však nikdy nedošlo; značně okleštěný původní záměr se začal realizovat až v 70. a 80. letech 20. století.
V roce 1992 byla na ploše 3 ha otevřena tzv. úvodní expozice. Vévodí jí velká louka, na které se pravidelně konají výstavy soch. Obklopují ji menší expozice, rybníček apod.
V lednu 2011 vedení zahrady nechalo, v souladu s generelem, který město schválilo v roce 2002, oplotit dalších 17 hektarů dosud volně přístupné části areálu, včetně borového lesoparku a vyhlídkové stráně, a zpoplatnilo vstup do nich. Tím přerušilo i historickou cestu mezi Salabkou a Havránkou, spojnici mezi horní a dolní Trojou. Tento krok vyvolal ostrý nesouhlas zejména mezi obyvateli horní části Troji, vznikla petice „Za zachování přístupnosti a průchodnosti botanické zahrady“, kterou podepsalo přes 5000 lidí. Vedení zahrady zpočátku označovalo uzavření za dočasné opatření z důvodu pěstebních opatření s tím, že od 1. dubna mají být tyto části zase zpřístupněny, poté však vedení zahrady a město Praha ústy náměstka primátora Ivana Kabického prohlásily opatření za trvalé. Náměstek Kabický opatření zdůvodnil tím, že jen za rok 2010 způsobili vandalové v zahradě škody za 300 000 korun a další škody pocházejí od divokých prasat, jež pronikala do areálu. Zahrada zavedla také roční permanentky za 200 Kč. Ačkoliv zahrada leží na území městské části Praha-Troja, starostovi městské části Praha 8 Jiřímu Janků se podařilo koncem dubna vyjednat zvýhodněný vstup pro občany své městské části – nejprve byl uveřejněn v měsíčníku městské části kupón pro jednorázový bezplatný vstup, od července 2011 pak obyvatelé 174 ulic v horní části Prahy 8 měli možnost získat bezplatnou roční permanentku pro vstup do areálu.
Předmětem kritiky se také staly rozsáhlé probírky stromů, které probíhají od roku 2008.

### Historické plány na sloučení se Zoo Praha
V roce 2008 bylo oznámeno, že se již několik let uvažuje o sloučení obou těsně sousedících institucí, Zoo Praha a Botanické zahrady hl. m. Prahy. Proti sloučení a proti výsledkům auditu botanické zahrady se vyslovili někteří zaměstnanci botanické zahrady i Ministerstva zemědělství. Mluvčí botanické zahrady však tyto námitky odmítla.
Rada hlavního města Prahy měla návrh projednat 22. září 2009. Plánovalo se, že ke sloučenému subjektu by měl přibýt do správy i Trojský zámek.

## Expozice

### Japonská zahrada

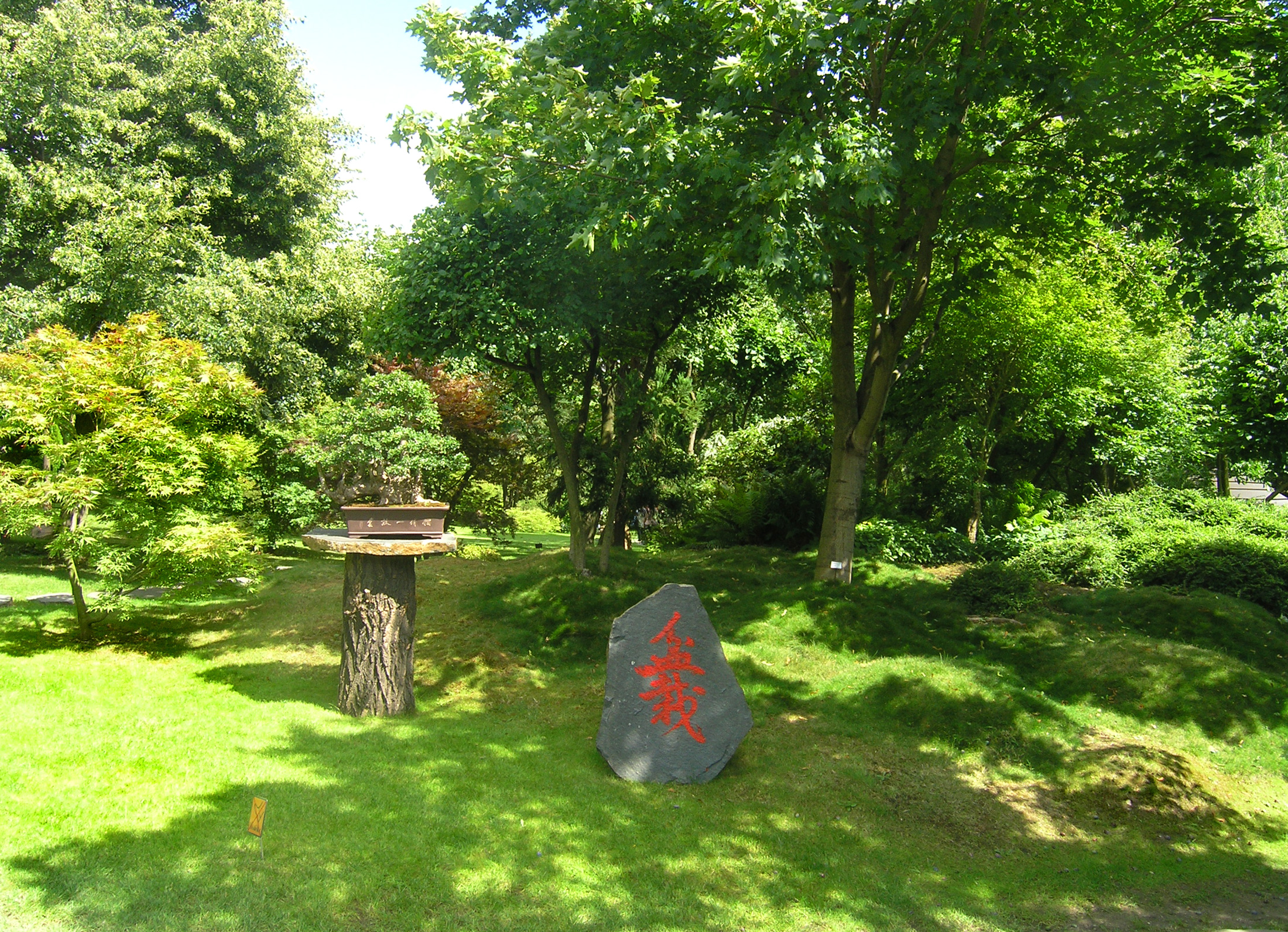
Významnou část botanické zahrady tvoří Japonská zahrada

V květnu 1997 přibyla expozice japonské zahrady, založené roku 1995. Japonská zahrada a expozice Turecka a Středomoří zaujímají asi 1,5 hektaru, z toho samotná japonská zahrada 0,67 hektaru. Japonskou zahradu navrhla a z velké části realizovala ing. Kamila Skálová.
V hlavní části japonské zahrady je umělý horský potůček, japonské javory, rododendrony a bambusy. Ve vodě žijí červení koi-kapři, symboly štěstí a blaženosti. Rovněž další prvky zahrady vyjadřují japonskou symboliku. Části zahrady jsou propojeny plochou se sbírkou vřesovištních rostlin.
V zahradě pravidelně probíhají výstavy bonsají.

### Vinice
Od dubna 2004 je pro veřejnost zpřístupněna památkově chráněná vinice svaté Kláry, pocházející přinejmenším ze 13. století, avšak v průběhu historie několikrát rušená a znovu obnovovaná. Od 17. století patřila k Trojskému zámku. V letech 1950–1953 byla obnovena, od roku 1995 je ve správě Pražské botanické zahrady. Svou rozlohou 3,56 ha je druhou největší pražskou vinicí a tvoří významný podíl z celkových 11 ha aktuálně registrovaných pražských vinic.

### Skleník

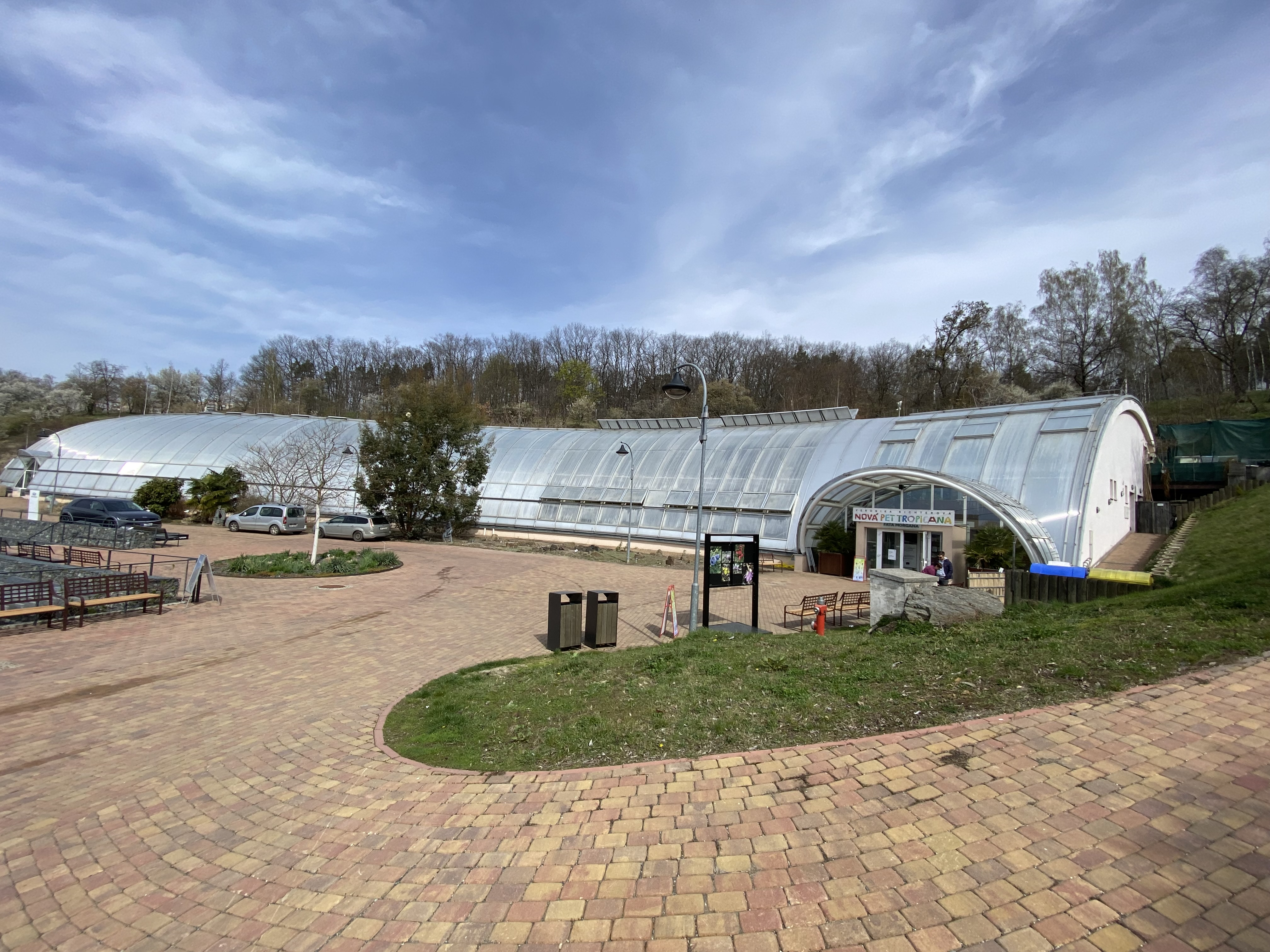
Skleník Fata Morgana v roce 2024

V červnu 2004 byl otevřen tropický skleník Fata Morgana, který leží mimo území vlastní botanické zahrady. Jeho vnitřní expozice jsou rozděleny do 3 oddělených částí – tropické suché, tropické vlhké a chlazené. Tropická vlhká část obsahuje i velké akvárium (jezírko) s podvodním tunelem.

### Severní expozice
V roce 2007 byla částečně otevřena tzv. Expozice sever u sídliště Bohnice s pivoňkovou loukou, mokřady a květenou Severní Ameriky – polopouště a prérie.

### Havránka

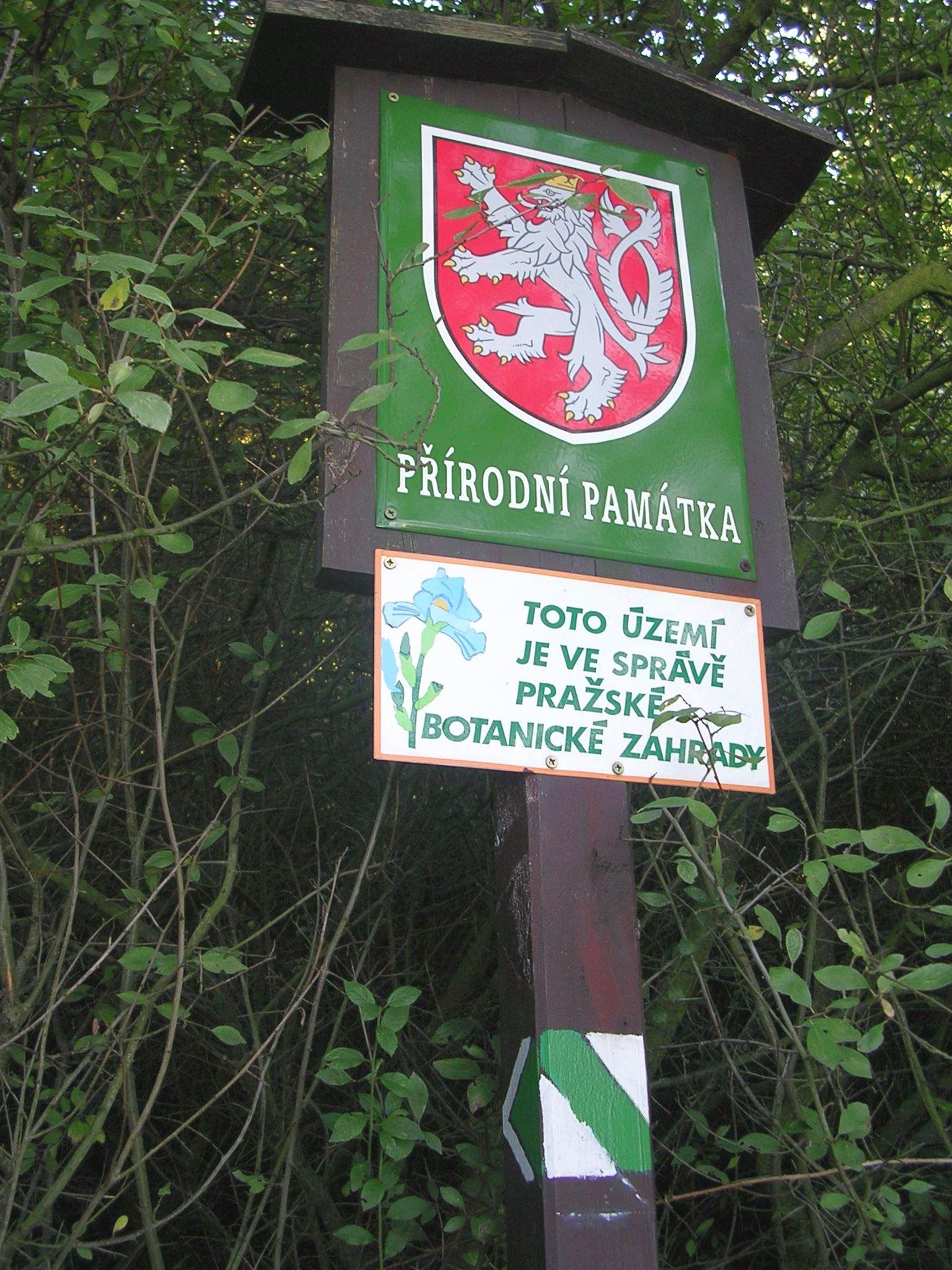
Označení přírodní památky Havránka

Botanická zahrada má ve správě i území přírodní památky Havránka. Je zřizovatelem 3 kilometry dlouhé naučné stezky s 9 zastaveními s informačními tabulemi, vedoucí touto oblastí, vně placené části zahrady.

## Ředitelé
- Jan Jager (1969–1973)
- Josef Vyskočil (1973–1989)
- Vladimír Huml – pověřen vedením (1989)
- Evžen Pechman (1989–1993)
- Vladimír Huml – pověřen vedením (1994)
- Jiří Haager (1995–2001)
- Pavel Sekerka – pověřen vedením (2001–2002)
- Milan Press (2002–2003), nastoupil 1. července 2002, 28. ledna 2003 odvolán, odůvodněno neefektivním řízením a organizací, protože za dobu svého působení nepředložil ani analýzu stavu organizace[10]
- Oldřich Vacek (2003–2012)[11] Rezignoval na konci února 2012, podle mluvčí zahrady pouze z osobních důvodů.[12]
- Věra Bidlová (od dubna 2012–21. července 2015)[13] Odvolána radními Hl. města Prahy pro finanční nesrovnalosti v hospodaření Botanické zahrady.
- Jana Tužová – pověřena vedením (2015–31.5.2016)
- Oldřich Vacek (1. 6. 2016–30. 11. 2016)[14]
- Bohumil Černý – pověřen řízením a později jmenován ředitelem (od 1. 12. 2016 dosud)

## Členství v organizacích
- Unie botanických zahrad ČR
- Botanic Gardens Conservation International – BGCI

## Zajímavosti
V dubnu roku 2011 byla na území zahrady odhalena tříprstá stopa dinosaura (Anomoepus isp.), zachovaná na pískovcové desce z lomu U Devíti Křížů. Stopu objevil na území zahrady geolog Radek Mikuláš. Dnes je u Vinice Sv. Kláry odhalen přesný odlitek stopy, staré asi 210 milionů let (svrchní trias).